# 妙正寺 (杉並区)
妙正寺（みょうしょうじ）は、東京都杉並区清水にある日蓮宗の寺院である。山号は法光山（ほうこうさん）。近隣にある妙正寺池（妙正寺公園）やそこを水源とする妙正寺川は当寺院が名の由来となっている。旧本山は中山法華経寺。達師法縁。

## 歴史
当寺院は、文和元年(1352年)に下総国（現在の千葉県）の中山法華経寺第3世・日祐上人によって妙正寺池のほとりに堂を建て、法華経守護である天照大神・八幡大神・春日大社など三十番神を勧進し奉ったのが始まりであるといわれている。正保3年（1646年）に社殿を再建し、その三年後の慶安2年1649年に徳川三代将軍・徳川家光が鷹狩りの際に立ち寄ったのをきっかけに葵の紋幕と朱印地・五石を賜り御朱印寺として有名になった。本堂は天保元年（1830年）に焼失したがその後の天保3年(1832年)に再建し、昭和6年（1931年）に改築され現在に至っている。本堂には本尊のほか安産に霊験ある鬼子母神像（かつて江戸城大奥にあったもの）やかつて妙正寺池の弁天島（池に浮かぶ小島）にあった弁財天が祀られている。

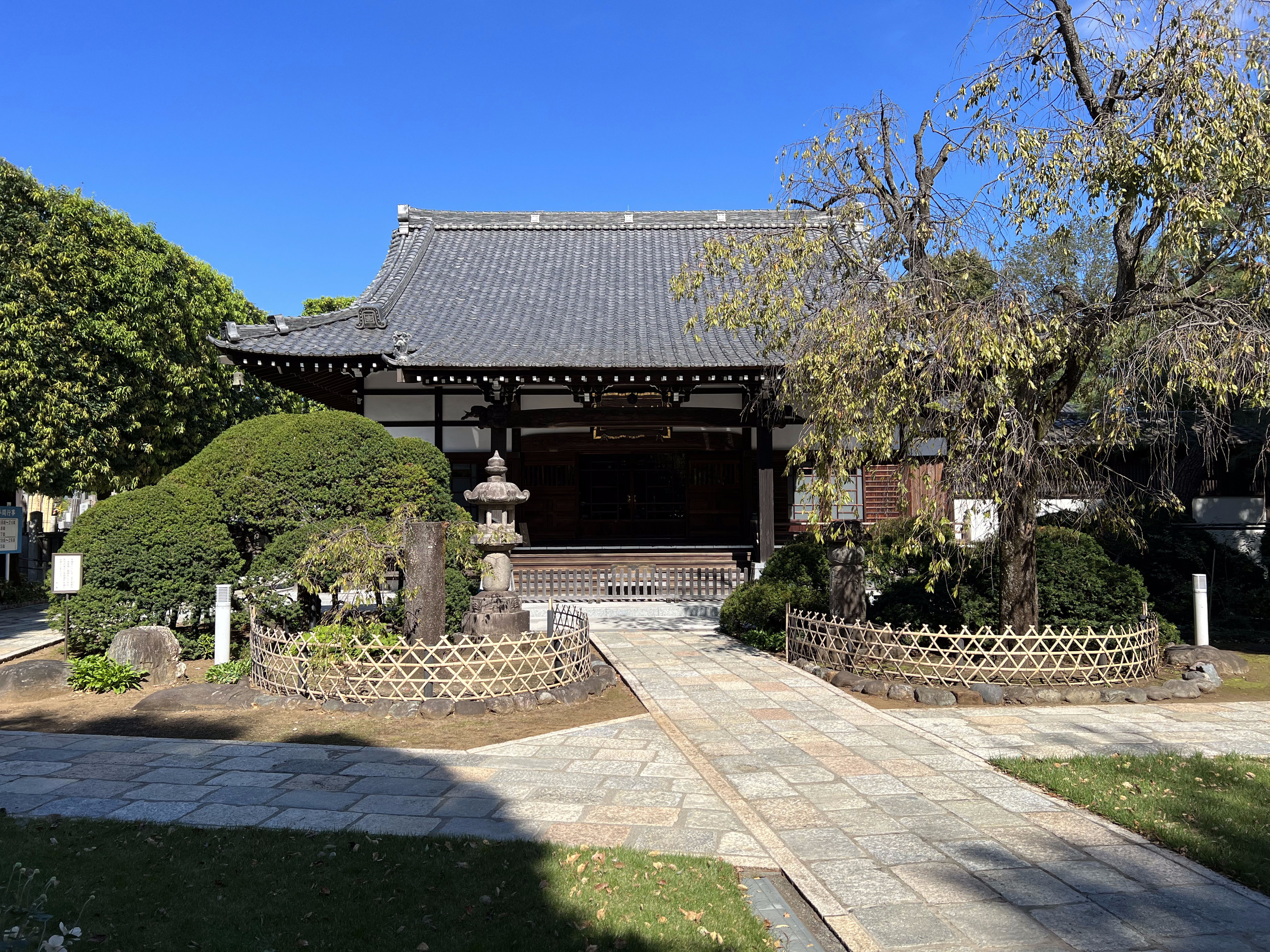
本堂

## 史跡・施設
- 本因坊知伯の墓…本因坊知伯は江戸時代の囲碁棋士。後に6世本因坊となった。1983年に杉並区指定史跡文化財になる。

## アクセス
- 〒167-0033 東京都杉並区清水3-5-10
- 西武新宿線・井荻駅より徒歩15分。他に井荻駅・荻窪駅よりバス。
- 拝観は日中の時間帯のみ無料。